# Liste der Biografien/Jub
Liste der Biografien |
Portal Biografien |
Personensuche
# |
A |
B |
C |
D |
E |
F |
G |
H |
I |
J |
K |
L |
M |
N |
O |
P |
Q |
R |
S |
T |
U |
V |
W |
X |
Y |
Z |
?
 
Ja |
Jb |
Jd |
Je |
Jh |
Ji |
Jj |
Jl |
Jn |
Jm |
Jo |
Jp |
Jr |
Js |
Jt |
Ju |
Jv |
Jw |
Jy
 
Jua |
Jub |
Juc |
Jud |
Jue |
Juf |
Jug |
Juh |
Jui |
Juj |
Juk |
Jul |
Jum |
Jun |
Juo |
Jup |
Jur |
Jus |
Jut |
Juu |
Juv |
Juw |
Jux |
Juy |
Juz
Die Liste der Biografien führt alle Personen auf, die in der deutschsprachigen Wikipedia einen Artikel haben. Dieses ist eine Teilliste mit 25 Einträgen von Personen, deren Namen mit den Buchstaben „Jub“ beginnt.

## Jub

### Juba
- Juba I. († 46 v. Chr.), König von Numidien (60–46 v. Chr.)
- Juba II. († 23), König von MauretanienJuba II. († 23)

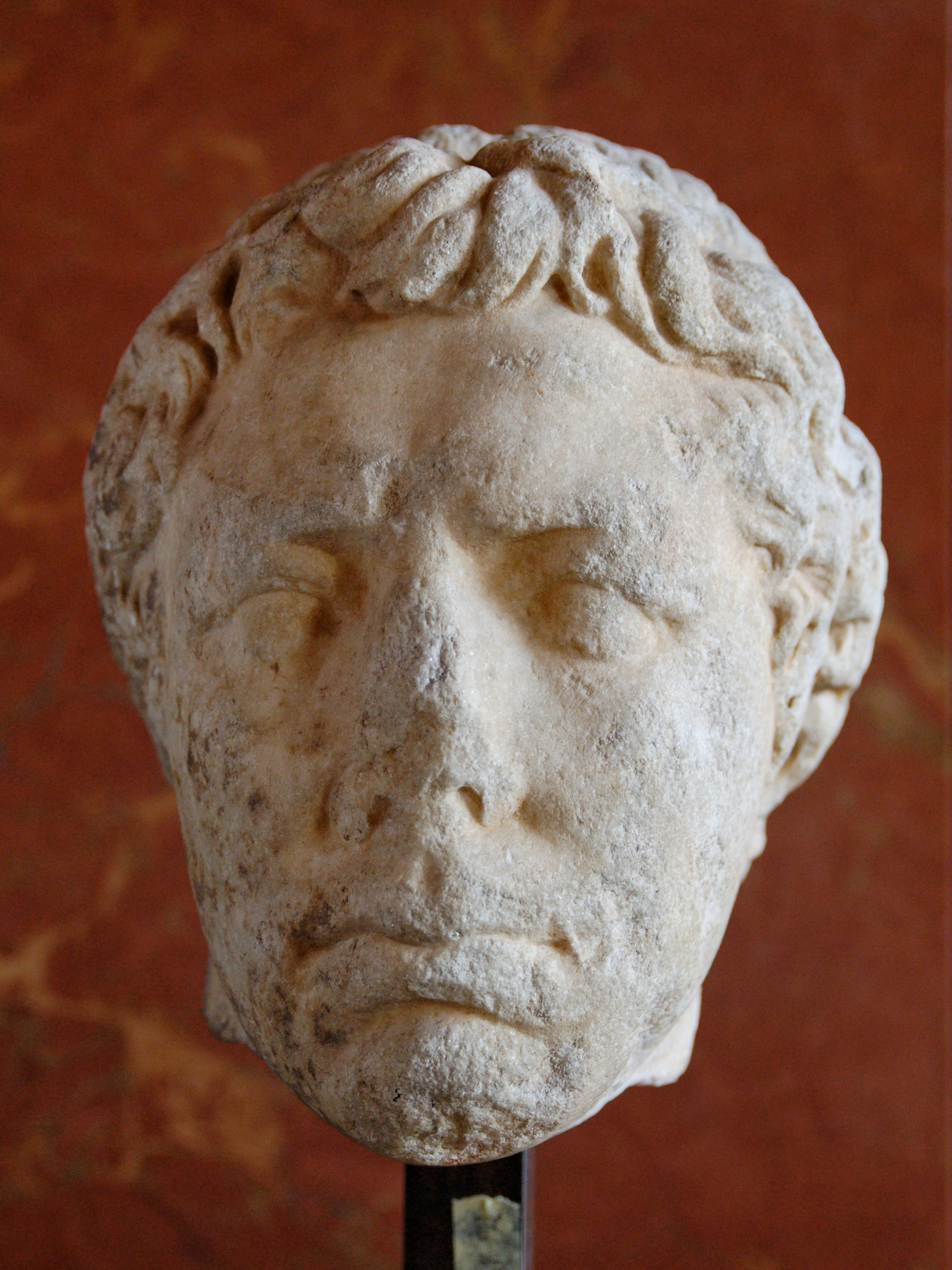
Juba II. († 23)

- Jubal (* 1993), brasilianischer Fußballspieler
- Jubani, Simon (1927–2011), albanischer katholischer Priester
- Jubani, Zef (1818–1880), albanisch-italienischer Autor, Handelsunternehmer, Dragoman, Volkskundler und Aktivist der albanischen Nationalbewegung
- Jubany, Narciso (1913–1996), spanischer Geistlicher und Erzbischof von Barcelona

### Jubb
- Jubb, Eric (* 1931), kanadischer Schwimmer
- Jubb, Paul (* 1999), britischer Tennisspieler

### Jube
- Jubelirer, Robert (* 1937), US-amerikanischer Politiker
- Jubelt, Arthur (1894–1947), deutscher Verleger und Heimatforscher, kommissarischer Oberbürgermeister von Zeitz
- Jubelt, Reinhold (1863–1934), deutscher Buchhändler, Journalist und Zeitungsverleger
- Jubelt, Rudolf (1912–1980), deutscher Mineraloge, Petrograph und Hochschullehrer
- Juber, Ilsey (* 1986), amerikanische Sängerin und Songschreiberin
- Juber, Laurence (* 1952), britischer Gitarrist

### Jubi
- Jubinal, Achille (1810–1875), französischer Romanist, Mediävist und Politiker
- Jubinville, Kevin (* 1967), kanadischer Schauspieler
- Jubinville, Pierre (* 1960), kanadischer Ordensgeistlicher, Bischof von San Pedro
- Jubisch, Max (1852–1919), deutscher Gärtner und Sachbuchautor
- Jubitz, Karl-Bernhard (1925–2007), deutscher Geologe

### Jubl
- Jublin, Andrea (* 1970), italienischer Filmregisseur

### Jubo
- Jubouri, Amal al- (* 1967), irakische Autorin, Herausgeberin, Journalistin und Übersetzerin

### Jubp
- Jubpre, Sahffee (* 2001), singapurischer Fußballspieler

### Jubr
- Jubran, Kamilya (* 1963), palästinensische Sängerin und Instrumentalistin

### Jubw
- Jubwe, Gabriel Blamo (* 1958), nigerianisch-liberianischer römisch-katholischer Geistlicher, Erzbischof von Monrovia

### Jubz
- Jubzang, Jubzang (* 1971), bhutanischer Bogenschütze